# 스포캔 스파이더즈
스포캔 스파이더즈(Spokane Spiders)는 미국 워싱턴주 스포캔을 연고지로 하는 순수 아마추어 축구팀이다. 현재 USL 프리미어 디벨로프먼트 리그에 소속되어 있으며 성적은 하위권이다.